# Le Villars
Le Villars is een gemeente in het Franse departement Saône-et-Loire (regio Bourgogne-Franche-Comté) en telt 241 inwoners (2004). De plaats maakt deel uit van het arrondissement Mâcon.

## Geografie
De oppervlakte van Le Villars bedraagt 5,6 km², de bevolkingsdichtheid is 43,0 inwoners per km².
De onderstaande kaart toont de ligging van Le Villars met de belangrijkste infrastructuur en aangrenzende gemeenten.

## Demografie
Onderstaande figuur toont het verloop van het inwonertal (bron: INSEE-tellingen).